# Marigné-Laillé
Marigné-Laillé és un municipi francès situat al departament del Sarthe i a la regió de País del Loira. L'any 2007 tenia 1.523 habitants.

## Demografia

### Població
El 2007 la població de fet de Marigné-Laillé era de 1.523 persones. Hi havia 610 famílies de les quals 166 eren unipersonals (87 homes vivint sols i 79 dones vivint soles), 198 parelles sense fills, 222 parelles amb fills i 24 famílies monoparentals amb fills.
La població ha evolucionat segons el següent gràfic:
Habitants censats

### Habitatges
El 2007 hi havia 815 habitatges, 620 eren l'habitatge principal de la família, 141 eren segones residències i 54 estaven desocupats. 765 eren cases i 22 eren apartaments. Dels 620 habitatges principals, 488 estaven ocupats pels seus propietaris, 123 estaven llogats i ocupats pels llogaters i 9 estaven cedits a títol gratuït; 7 tenien una cambra, 53 en tenien dues, 103 en tenien tres, 161 en tenien quatre i 296 en tenien cinc o més. 429 habitatges disposaven pel capbaix d'una plaça de pàrquing. A 240 habitatges hi havia un automòbil i a 332 n'hi havia dos o més.

### Piràmide de població
La piràmide de població per edats i sexe el 2009 era:
| Homes | Edats   | Dones |
| ----- | ------- | ----- |
| 0     | 95 o +  | 0     |
| 0     | 90 a 94 | 0     |
| 8     | 85 a 89 | 12    |
| 12    | 80 a 84 | 8     |
| 28    | 75 a 79 | 28    |
| 36    | 70 a 74 | 12    |
| 32    | 65 a 69 | 72    |
| 40    | 60 a 64 | 20    |
| 28    | 55 a 59 | 36    |
| 52    | 50 a 54 | 56    |
| 52    | 45 a 49 | 44    |
| 56    | 40 a 44 | 44    |
| 68    | 35 a 39 | 64    |
| 32    | 30 a 34 | 60    |
| 24    | 25 a 29 | 32    |
| 56    | 20 a 24 | 24    |
| 52    | 15 a 19 | 48    |
| 48    | 10 a 14 | 88    |
| 56    | 5 a 9   | 40    |
| 32    | 0 a 4   | 40    |

## Economia
El 2007 la població en edat de treballar era de 1.005 persones, 734 eren actives i 271 eren inactives. De les 734 persones actives 664 estaven ocupades (370 homes i 294 dones) i 70 estaven aturades (25 homes i 45 dones). De les 271 persones inactives 97 estaven jubilades, 80 estaven estudiant i 94 estaven classificades com a «altres inactius».

### Ingressos
El 2009 a Marigné-Laillé hi havia 641 unitats fiscals que integraven 1.582 persones, la mediana anual d'ingressos fiscals per persona era de 16.672 €.

### Activitats econòmiques
Dels 50 establiments que hi havia el 2007, 1 era d'una empresa extractiva, 1 d'una empresa alimentària, 1 d'una empresa de fabricació de material elèctric, 6 d'empreses de fabricació d'altres productes industrials, 13 d'empreses de construcció, 5 d'empreses de comerç i reparació d'automòbils, 1 d'una empresa de transport, 2 d'empreses d'hostatgeria i restauració, 4 d'empreses d'informació i comunicació, 1 d'una empresa immobiliària, 4 d'empreses de serveis, 3 d'entitats de l'administració pública i 8 d'empreses classificades com a «altres activitats de serveis».
Dels 18 establiments de servei als particulars que hi havia el 2009, 1 era una oficina de correu, 1 taller de reparació d'automòbils i de material agrícola, 2 paletes, 3 guixaires pintors, 3 fusteries, 2 lampisteries, 1 empresa de construcció, 1 perruqueria, 2 veterinaris, 1 restaurant i 1 agència immobiliària.
L'únic establiment comercial que hi havia el 2009 era una fleca.
L'any 2000 a Marigné-Laillé hi havia 54 explotacions agrícoles que ocupaven un total de 1.022 hectàrees.

## Equipaments sanitaris i escolars
El 2009 hi havia una escola elemental.

## Poblacions més properes
El següent diagrama mostra les poblacions més properes.